# Забріддя
Забрі́ддя — село в Україні, у Високівській сільській територіальній громаді Житомирського району Житомирської області. Знаходиться на відстані 22 км від Житомира, до найближчої поштової станції Черняхів — 8 км, до села Студениці — 4 км і села Високого — 3 км, до найближчої залізничної станції, Бердичева — 67 км. Через село тече річка Мика.

## Історія
Село Забріддя під іменем Малого Щенієва згадується в акті від18 лютого 1700 року в скарзі дворянина Олександра Збігнєва Якубовського на дворян Івана і Михайла Пашковських про те, що вони захопили частину Щенієва чи Забріддя, що належало Якубовському і, користуючись захистом козацького полковника Палія, збирали на свою користь данину, яка належала Якубовському. Забрідчани так і не підкорились пану Якубовському і не перейшли в його володіння.
Крім цього село відоме з письмових джерел з 1617 року. Воно розташоване на мальовничих берегах річки Мики. Мика — це слово на стародавній молдовській і слов'янській мовах означало ніжне слово «мала». В сім'ї найменша дочка називалася малою навіть тоді, коли вона була вже дорослою.
За даними літопису священнослужителів Забрідської церкви, перші поселенці побудували 9 хат в цій місцевості понад шляхом, що вів із села Щеніїв в село Студеницю Коростишівського району. Перші поселенці будувались на краю урочища Чернеччина, назва якого походила від того, що в цих краях жив колись чернець.
В'ячеслав Гнатюк, описуючи події кінця XVII — середини XVIII століття, відзначає, що в полк козацького полковника Івана Мировича входив загін Пашківського та Палія (3-4 тис. козаків), який відбився від удесятеро більшої білгородської орди татар, завдавши їй тяжких втрат.
Сім'я Пашківських була першими поселенцями Забріддя, вони були тісно пов'язані з козацьким полковником Палієм. Досі цей куток (частина села) називається Паліївщиною, або в народі Палянівщиною, за яким простягається поле, яке і називається Чернеччиною. Далі на південь від цього урочища розкинулась величезна сіножать на сході якої знаходиться ще одне урочище, яке називається Безодня. Це природна криниця, звідси розпочинається рівчак, який біжить мимо Чернеччини і впадає в річку Мику.
В 1866 році в Забрідді на державні гроші була побудована церква, названа за іменем зачаття св. Анни. В селі в цей час було 102 двори і 814 православних прихожан і 204 римо-католики.
Як говорить легенда, на місці криниці, стояла велика церква, куди сходились богомольці з навколишніх поселень. Одного дня в церкву прийшло стільки людей, що земля не витримала і церква потонула, лишивши після себе глибочезну криницю. Старі люди розповідали, що під ранок у неділю, чи якогось свята у церкві починалось богослужіння. Пастухи, що пасли в цих місцях коней, прикладали до землі вуха і слухали, як дзвонили дзвони і починалася відправа.
З 1885 року священиком був Климент Григорович Долінський. Згодом в селі побудували нову польську каплицю і польську школу, у якій вчились, як католики так і православні. Каплиця існує і досі, до неї прибудовано частину приміщень і зроблено клуб. На основі каплички побудовано костел.
В сільській церкві, побудованій в 1866 році вівся літопис, у якому була описана історія села Забріддя з самого початку його існування, аж до 1900 року. Вели літописи священнослужителі Забрідської церкви.
Голодомор 1932-33 років Забріддя пережило з невеликими втратами. В 1937 році із села було репресовано 29 осіб, з яких повернулось тільки двоє: Трубілка Микола і Осецький Павло.
7 липня 1941 року село зайняли гітлерівські війська, окупація тривала до 12 листопада 1943 року, коли село зайняли радянські війська. 6 грудня гітлерівська контратака відкинула радянські загони і зайняла село знову.
Під час війни 175 жителів Забріддя воювали, з них — 115 загинуло, 127 нагороджено бойовими ордерами і медалями. В селі встановлено три «обеліски слави» і пам'ятник уродженцям села, які загинули на фронтах війни.
В 1973 році Забріддя стало центром об'єднаної сільської ради, де нараховується 362 двори з населенням 980 мешканців. В селі працює середня школа, а в селі Щеніїв початкова, яка побудована ще до революції. В Забрідді 335 учнів навчає 19 вчителів. В селах 2 Будинки культури, 2 бібліотеки, 3 магазина, ФАП (фельдшерсько-акушерський пункт), поштове відділення, ощадбанк, майстерня побутового обслуговування, дитячий садок. В с. Забріддя середня школа побудована в 1983 році, а двоповерхова контора колгоспу була побудована в 1979 році (голова Титаренко О. Є.).[джерело?]
Колгосп найбільшого розвитку набув при Титаренко О. Є. В цей період головою Забрідської сільської ради був обраний і працював Рафальський Олексій Петрович. Усі виробничі і побутові справи він завжди вирішував разом з головою.
Під їх керівництвом побудовано нову школу — десятирічку, двоповерхову контору колгоспу, тракторний парк, тваринницькі приміщення, пожежне депо, магазин, дитсадок, поштове відділення та відділення Ощадбанку, приміщення для схову зерна, картоплі, шосейну дорогу, що з'єднала Високе з Забріддям, по селу вулиці були покриті асфальтом. Стара школа, побудована на початку століття, стояла до 1980-х років, згодом її було зруйновано і побудовано нову.
До 6 серпня 2015 року — адміністративний центр Забрідської сільської ради Черняхівського району Житомирської області.

## Відомі люди
- Осецький Віктор Олександрович (1983—2022) — капітан Збройних сил України, учасник російсько-української війни.
- Положенець Віктор Михайлович (1946) — український науковець-фітопатолог, професор, доктор сільськогосподарських наук.
- Тарнавський Олександр Олексійович (* 1981) — солдат Збройних сил України, учасник російсько-української війни.

## Галерея

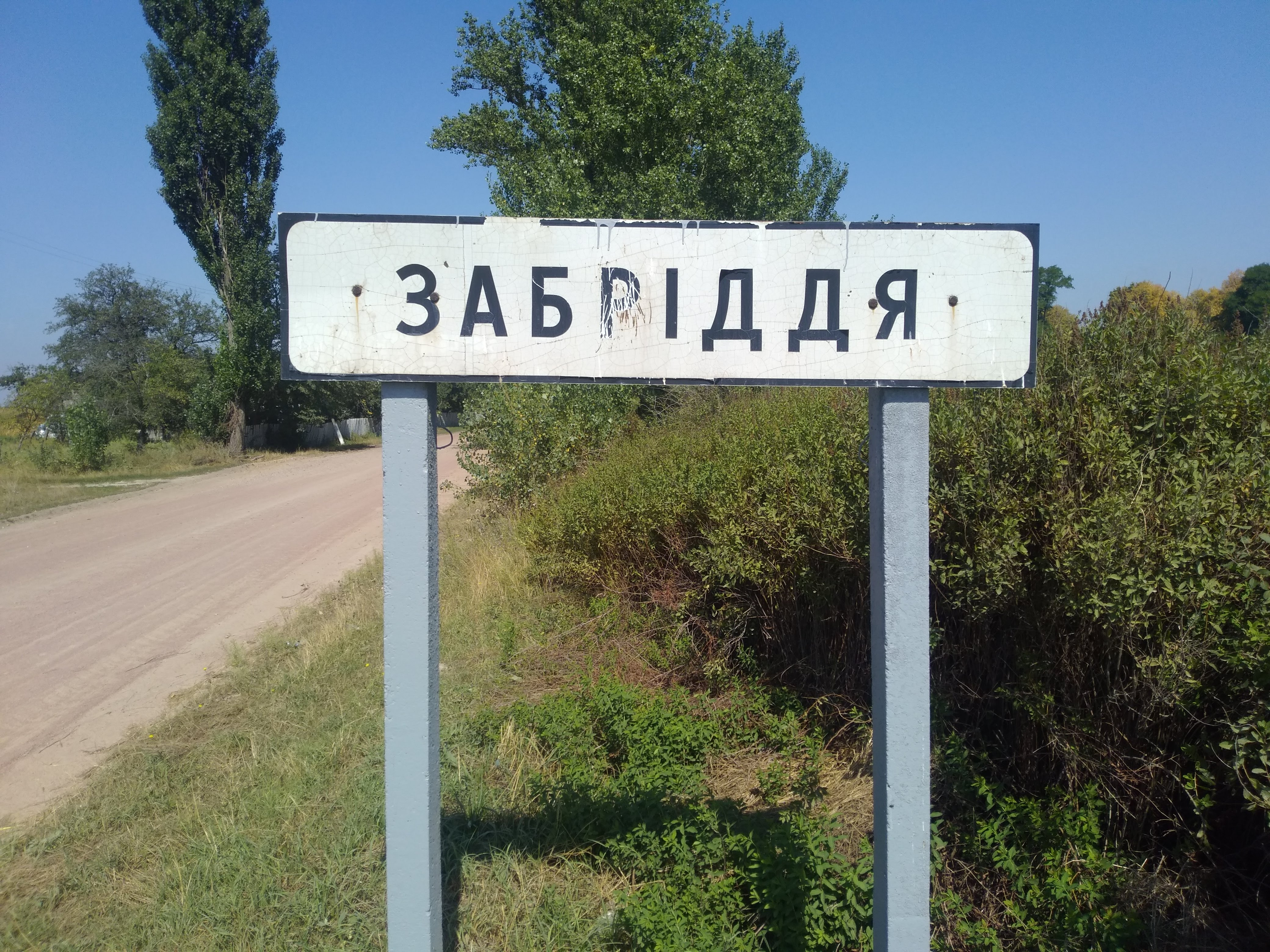
Знак на в'їзді до села
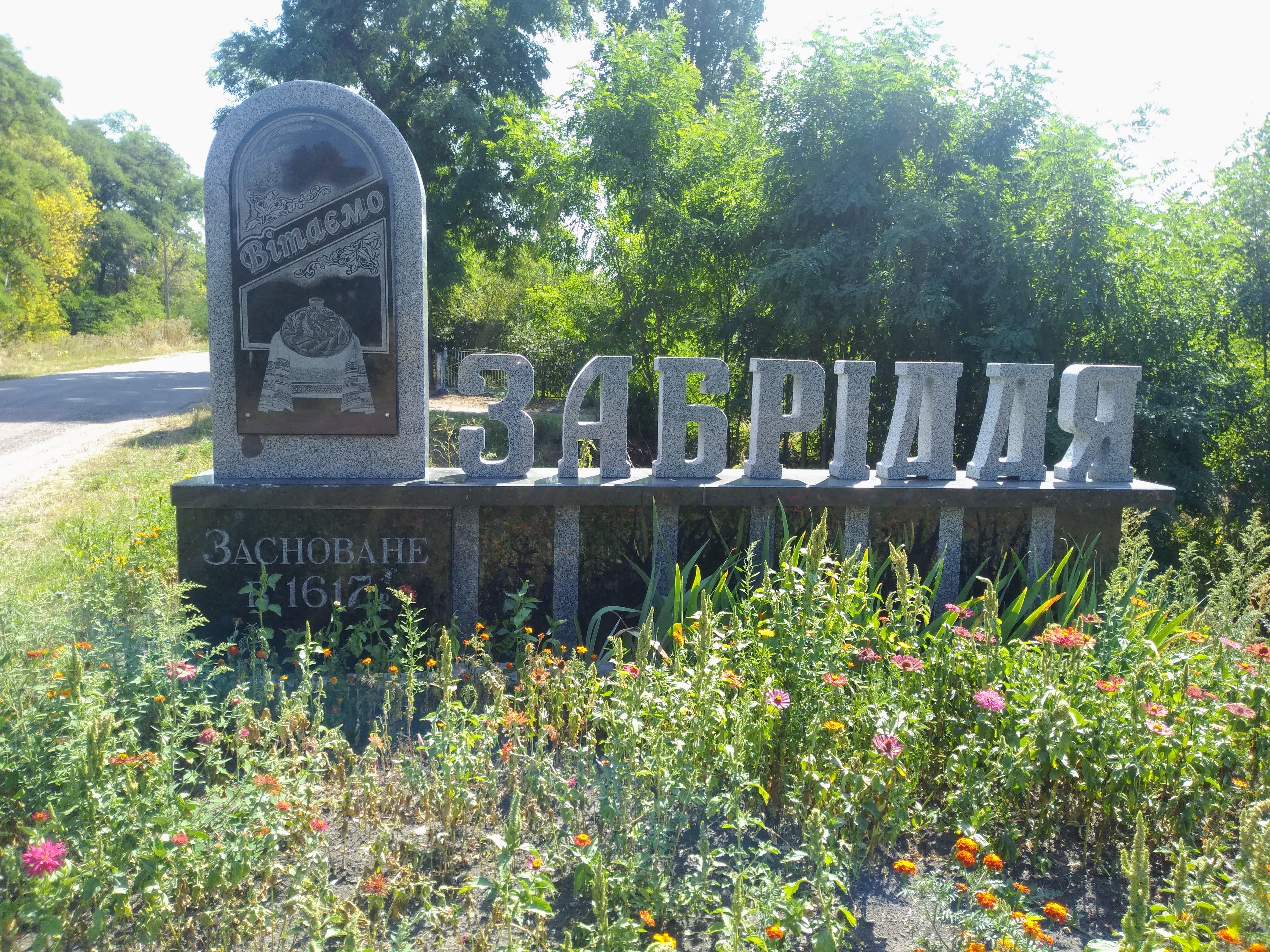
Пам'ятний знак на в'їзді до Забріддя
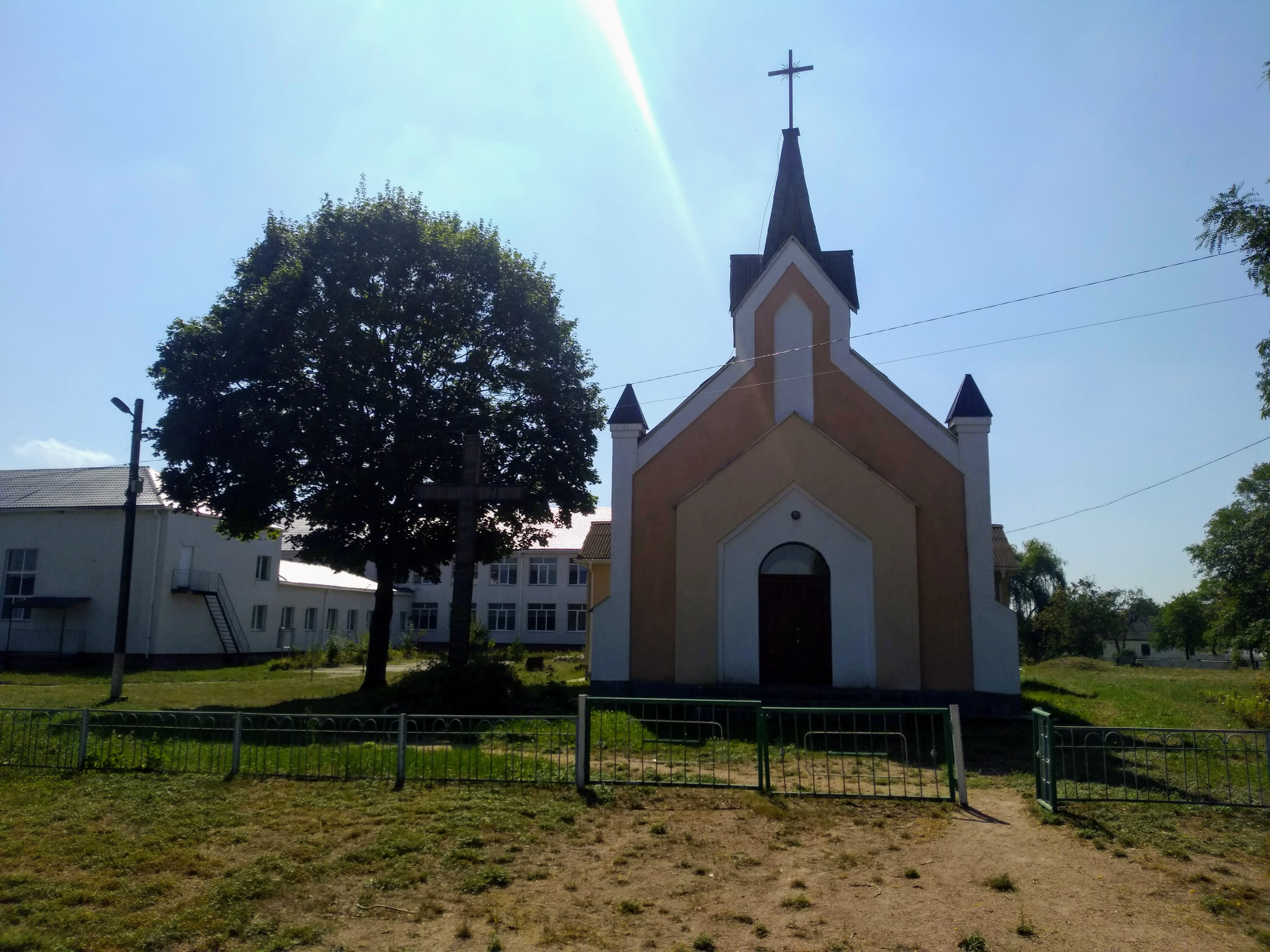
Каплиця
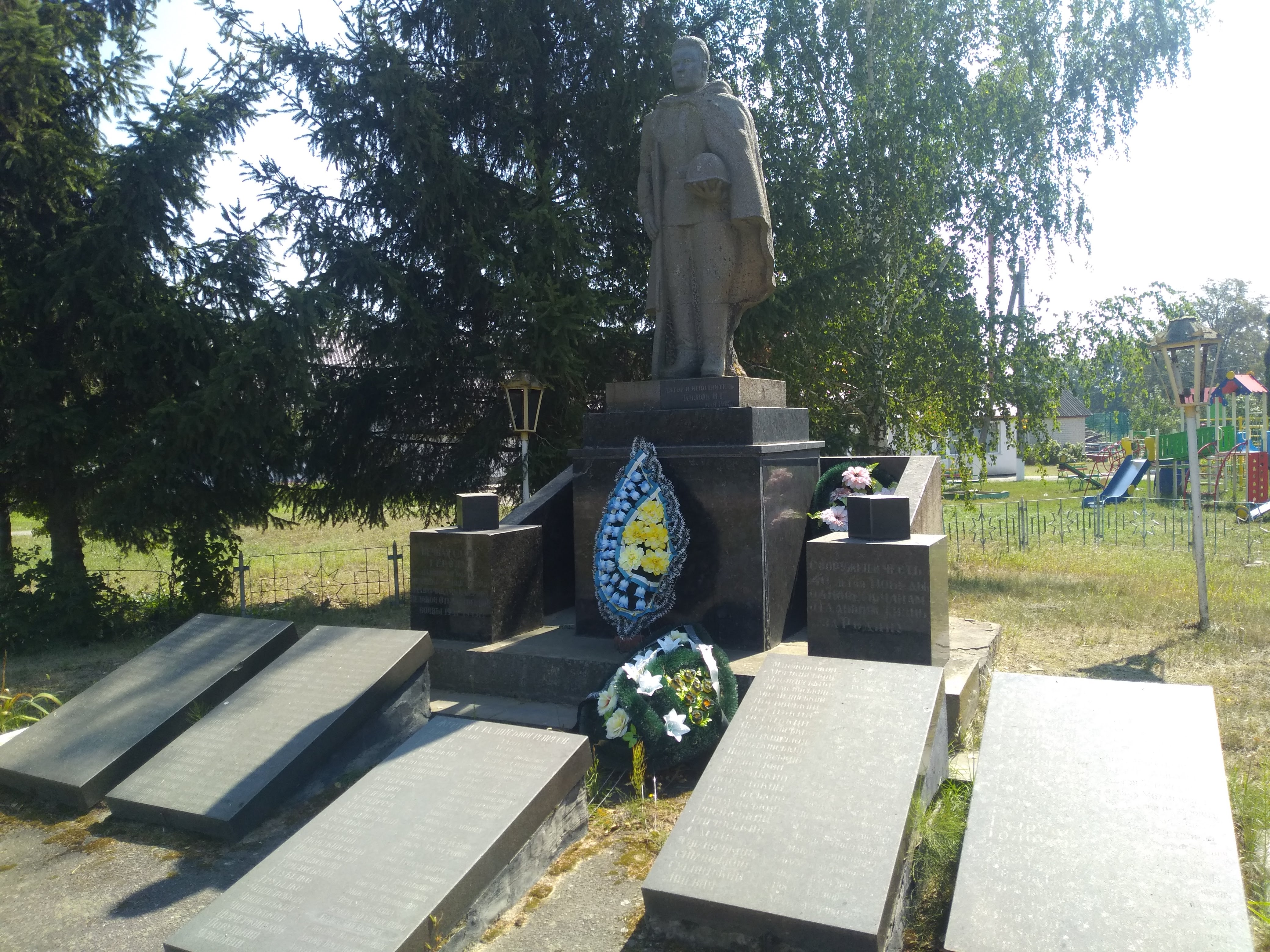
Пам'ятник загиблим під час Другої світової війни